# Lujo Kunčević
Lujo Kunčević (Zagreb, 25. ožujka 1990.) je hrvatski filmski, televizijski i kazališni glumac, sin glumice Biserke Ipše i redatelja Ivice Kunčevića.
Glumiti je počeo na kazališnim daskama Gavelle i zagrebačkog HNK-a. Radio je i kao scenograf na Dubrovačkim ljetnim igrama.
Glumio je u filmu "Špica" i televizijskim serijama "Nemoj nikome reći" i "Zlatni dvori".

## Filmografija

### Televvizijske uloge
- "Kumovi" kao Greg Glibota (2024.)
- "Dnevnik velikog Perice" kao novinar 'Mikrofon je vaš' (2021.)
- "Čuvar dvorca" kao muškarac s radiostanicom (2017.)
- "Zlatni dvori" kao Jan Weltrusky (2016. – 2017.)
- "Nemoj nikome reći" kao Ivor (2015.)

### Filmske uloge
- "Razgovor" kao mladi Tito (2022.)
- "Vikend u Hrvatskoj" kao Mateo (2022.)
- "Meč" kao Tomasz (2020.)
- "F20" kao konobar (2018.)
- "Špica" (2011.)